# アキミスキ島

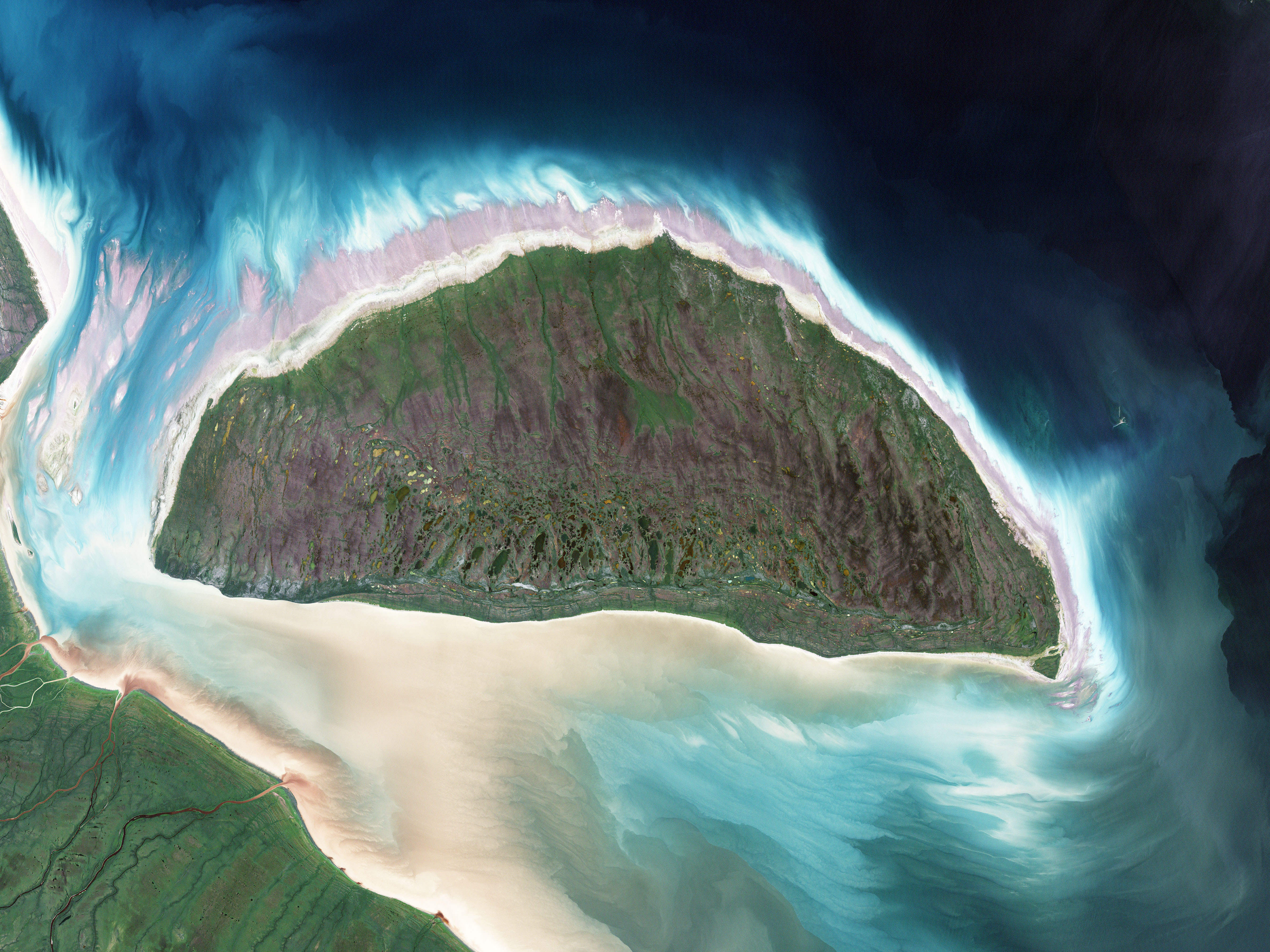
衛星写真

アキミスキ島（アキミスキとう、Akimiski Island）はカナダ北東部、ジェームズ湾にある島。ヌナブト準州に属する。ジェームズ湾内にある最大の島であり、湾の南西部に位置する。面積は3,001km2、カナダで29番目の大きさの島である。
島は平坦な地形であり、植生としてはコケ類が中心となっている。沿岸部は湿地となっており、多くの渡り鳥が飛来するため自然保護区となっている。哺乳類では、ワモンアザラシやホッキョクグマ、シロイルカなどがみられる。